# Programovatelný logický automat

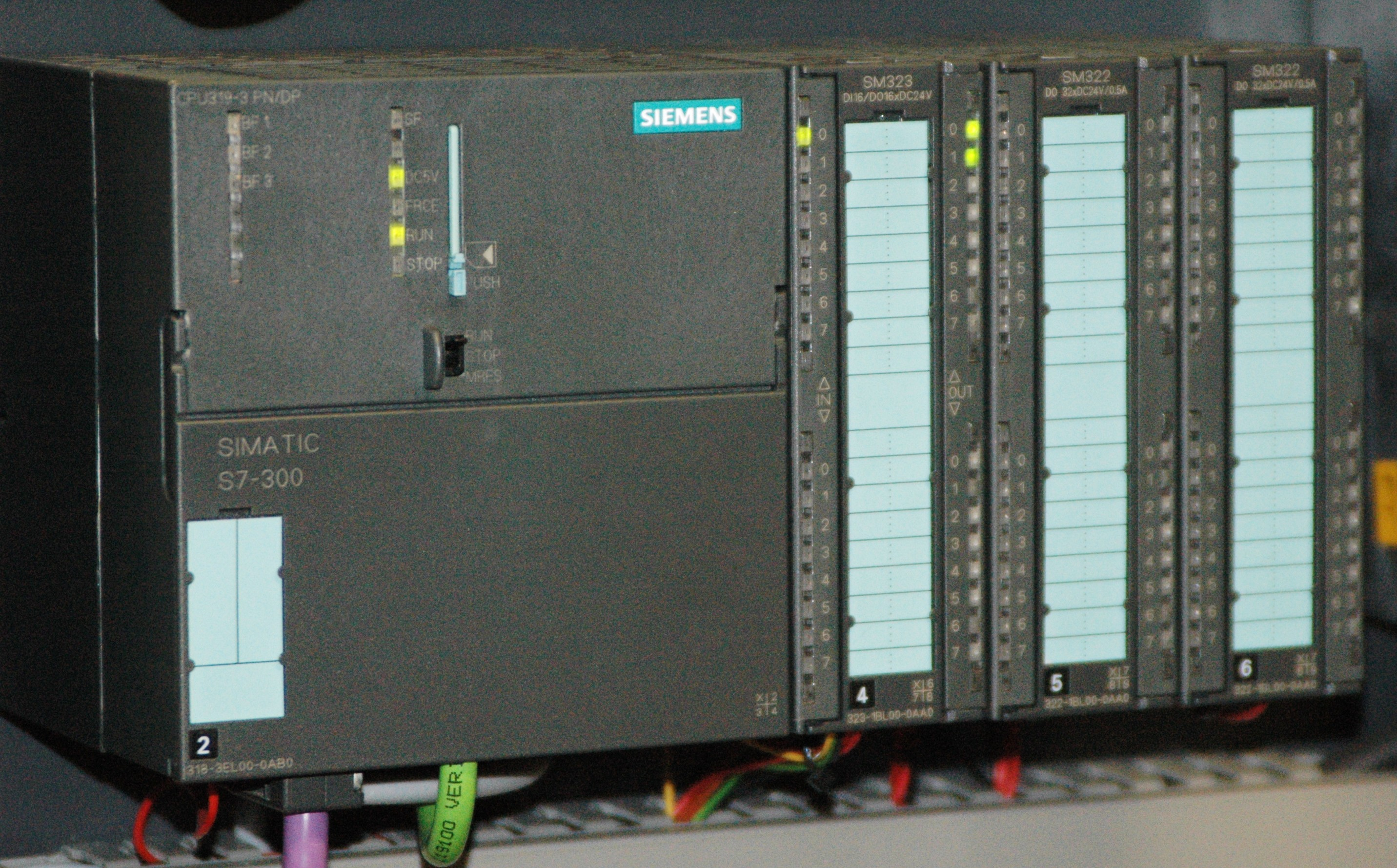
Modulární Siemens Simatic S7-300. Zleva doprava: CPU (včetně komunikace přes Ethernet nebo RS-485 a šachty pro paměťovou kartu MMC, na které je uložen uživatelský program a data), jeden modul s 16 binárními vstupy a 16 binárními výstupy, dva moduly s 32 binárními výstupy.

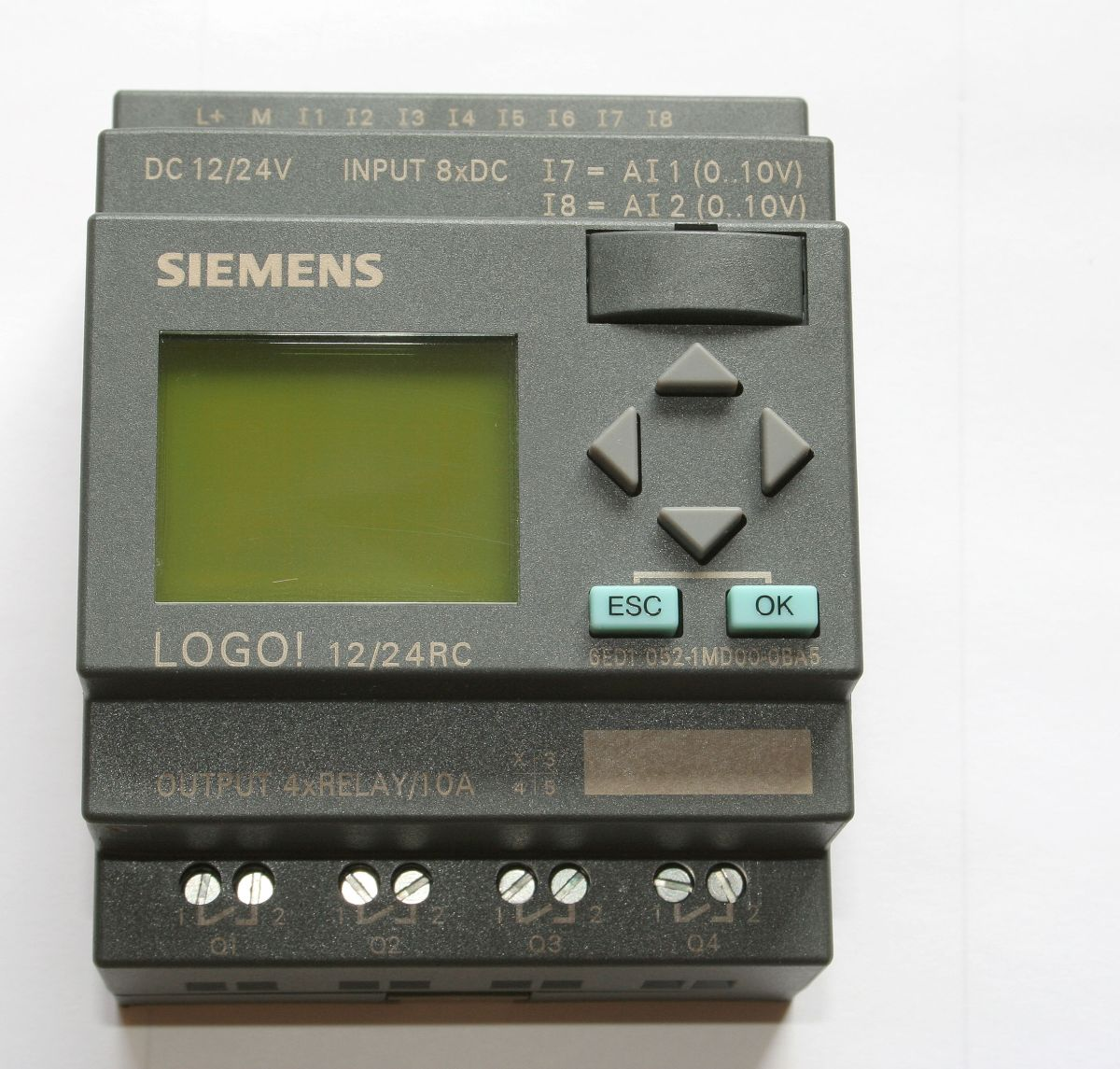
Kompaktní Siemens LOGO! obsahující CPU, 8 binárních vstupů, z nichž 2 mohou být i analogové, 4 binární výstupy a možnost zadávání programu přímo tlačítky na automatu. K tomuto „kompaktu“ je také možné připojit rozšiřující moduly s dalšími vstupy/výstupy.

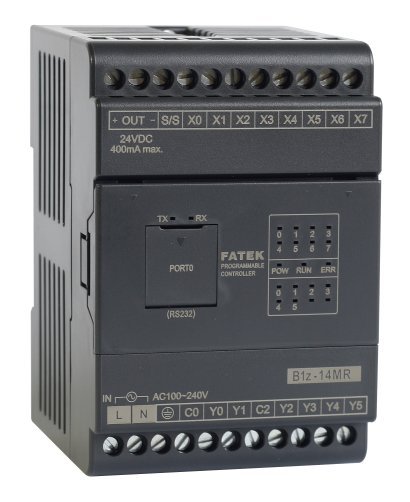
Kompaktní PLC FATEK B1z-14MR obsahující CPU, 8 binárních vstupů a 6 binárních výstupů

Programovatelný logický automat neboli PLC (z anglického programmable logic controller) je relativně malý průmyslový počítač používaný pro automatizaci procesů v reálném čase – řízení strojů nebo výrobních linek v továrně. Pro PLC je charakteristické, že program se vykonává v tzv. cyklech. V moderním pojetí je výraz PLC nahrazován výrazem PAC (z anglického Programmable Automation Controller), i když označení PLC je celosvětově hojně rozšířené a udrží se i nadále.
PLC automaty jsou odlišné od běžných počítačů nejen tím, že zpracovávají program cyklicky, ale i tím, že jejich periferie jsou přímo uzpůsobeny pro napojení na technologické procesy. Převážnou část periferií v tomto případě tvoří digitální vstupy (DI) a digitální výstupy (DO). Pro další zpracování signálů a napojení na technologii jsou určeny analogové vstupy (AI) a analogové výstupy (AO) pro zpracování spojitých signálů. S rozvojem automatizace v průmyslu jsou používány i další moduly periferních jednotek připojitelných k PLC, které jsou nazývány funkčními moduly (FM) např. pro polohování, komunikačními procesory (CP) pro sběr a přenos dat a další specifické moduly podle výrobce konkrétního systému.
Z hlediska konstrukce PLC se tyto dělí do skupiny „kompaktních“ a „modulárních“ systémů.
- Kompaktní systém má pevně danou konfiguraci integrovaných modulů s definovaným počtem připojených signálů; uživatel může k základnímu modulu připojit pouze jeden nebo několik přídavných modulů z velmi omezeného sortimentu s pevnou kombinací vstupů a výstupů, lze je použít pro řízení menších systémů (klimatizační, technické vybavení budov, mycí linky automobilů, závlahové systémy, atd.).
- Modulární systém poskytuje nesrovnatelně větší volnost ve volbě konfigurace. Tvoří ho nosný rám a zásuvné periferní jednotky, karta CPU, napájecí zdroj (v rámu jsou rozvedené napájecí a systémová sběrnice.). Do různých variant rámů lze zasouvat libovolné moduly (v počtu 4, 6, 8 a 11 modulů). Rozšiřovací moduly mohou být připojeny i na vzdálenost stovek metrů.

První používané PLC nebyly převážně schopny zpracovávat binární logiku řízení, jejich prvotním cílem byla náhrada reléových automatů. Postupně se s rozvojem polovodičových součástek rozšiřovalo spektrum použitelnosti těchto systémů na zpracování analogových signálů, matematických funkcí (zprvu v pevné řádové čárce, postupně v plovoucí řádové čárce) až po možnost realizace složitých systémů řízení obsahujících zpracování binárních signálů, analogových hodnot, komunikaci s jinými systémy, přenos dat, archivaci naměřených hodnot, vlastní diagnostiku, tiskové výstupy atd.
Původně malé počítače pro automatizaci již dorostly do výkonných řídicích systémů, kdy jádro řídicího systému (modul CPU) obsahuje i několik procesorů, z nichž má každý svoji specifickou funkci.
Malé a levné jednotky CPU samozřejmě neobsahují veškeré vymoženosti a komfort jako výkonově velké CPU. U velkých CPU je architektura (více procesorů) použita z důvodu zajištění potřebné odezvy a rychlosti zpracování dat v reálném čase. Každé CPU obsahuje jeden „hlavní“ procesor, který zpracovává programový algoritmus řízení (vytvořený programátorem jako uživatelská aplikace), a další procesory, které jsou tomuto podřízeny. Tyto podřízené procesory zajišťují komunikaci po interní sběrnici s jednotkami vstupu/výstupu, komunikaci s dalšími procesory (např. na síti), sběr dat z centrálních periferií a další funkce. V dnešní době není výjimkou ani případ, kdy CPU obsahuje WWW server (HTML generátor), tzn. že toto CPU může být připojeno do sítě (zpravidla neveřejné) a být sledováno a řízeno použitím běžného prohlížeče WWW. Řídící jednotky některých modulárních systémů jsou ve skutečnosti klony osobních počítačů v provedení se zvýšenou odolností vůči vnějším vlivům a s upraveným standardním desktopovým operačním systémem.
Orientačně se cena malých kompaktních systémů pohybuje od 1 500 do 10 000 Kč, cena velkých a výkonově vyšších systémů v rozsáhlé konfiguraci může dosahovat částek 500 000 Kč i vyšších. Vzhledem k efektivnosti těchto systémů v průmyslu nejsou tyto položky nijak závratné. Tato cena je ale hlavně závislá na systému, který má řídit, protože velkou část pořizovacích nákladů tvoří ne samotné PLC, ale právě snímače a napsání funkčního programu. V případě modulárních systémů samozřejmě i počet samotných modulů.